# 瀬川如皐 (初代)
初代 瀬川如皐（しょだい せがわ じょこう、元文4年〈1739年〉 - 寛政6年1月23日〈1794年2月22日〉）とは、江戸時代中期に活躍した歌舞伎役者。のちに狂言作者となる。俳名如考・如皐、雅号は東園。

## 来歴
大坂の振付師市山流の初代家元市山七十郎の子、三代目瀬川菊之丞を弟に持つ。最初市山七蔵と名乗って明和4年（1767年）江戸に下り、二代目瀬川菊之丞の門下となり瀬川七蔵と名乗った。そののち市山七蔵、瀬川乙女と改名するが、天明3年（1783年）に役者を廃業して狂言作者に転じ、名を瀬川如皐と改める。翌年11月、立作者になり初代櫻田治助に次ぐ人気を得た。弟である三代目菊之丞に多くの演目を書いたほか、所作事を中心に多くの作を残し、長唄の『狂乱雲井袖』（仲蔵狂乱）や常磐津の『四天王大江山入』（山姥）が今に残る。